# Ilona Mitrecey
Ilona Mitrecey, nota anche con lo pseudonimo di Ilona (Fontenay-aux-Roses, 1º settembre 1993), è una cantante francese.

## Biografia
È diventata famosa in Francia dopo l'uscita del suo singolo Un monde parfait ("Un mondo perfetto"), canzone già pubblicata in Italia nel marzo 2004 a nome di Très Bien featuring Ilona.
La canzone ha raggiunto la vetta della classifica francese il 6 marzo 2005, e vi è rimasta per quindici settimane consecutive. Dato l'enorme successo in Francia, il singolo è anche stato pubblicato in molti altri paesi europei; ha avuto successo minore in Irlanda e nel Regno Unito rispetto a quello ottenuto nel resto d'Europa.
Il suo secondo singolo, C'est les vacances è stato pubblicato il 20 giugno 2005. Nello stesso anno è stato pubblicato anche l'album di debutto, anche questo intitolato Un monde parfait, che ha raggiunto la seconda posizione in Francia e in Belgio. Lo stesso album è stato pubblicato, con una lista tracce differente e il titolo Ilona, in Svizzera e in Germania.
Oltre ai primi due singolo, dall'album sono stati estratti anche Dans ma fusée, Noël, que du bonheur e Allô, Allô. Nello stesso anno è stato pubblicato anche un DVD, anch'esso intitolato Un Monde parfait, contenente i video musicali della cantante.
Al primo album ne è seguito un secondo, a distanza di un anno, intitolato Laissez-nous respirer, che ha raggiunto appena la settantesima posizione della classifica francese. Questo album è stato promosso dalla title track Laissez-nous respirer e da Chiquitas.
Dato lo scarso successo del secondo disco, la cantante ha abbandonato le scene musicali.
Nel 2011 apre un canale YouTube con il quale pubblica videoclip delle sue canzoni, i remix dei suoi vecchi singoli e i vlog.
Nel 2020 esce il suo nuovo album Magical World, che segna il ritorno dalle scene musicali, da cui è stato estratto l'omonimo singolo, uscito l'anno dopo.

## Discografia

### Album
- 2005 - Un monde parfait
- 2006 - Laissez-nous respirer
- 2020 - Magical World

### Singoli
- 2005 - Un monde parfait
- 2005 - C'est les vacances
- 2005 - Dans ma fusée
- 2005 - Noël, que du bonheur
- 2006 - Allô, Allô
- 2006 - Laissez-nous respirer
- 2007 - Chiquitas
- 2021 - Magical World